# Шлюпас, Йонас
Йо́нас Шлю́пас (лит. Jonas Šliūpas; 23 февраля [7 марта] 1861, с. Раканджяй, Ковенская губерния — 6 ноября 1944, Берлин) — литовский социолог, историк, публицист, литературный критик, общественный и политический деятель.

## Биография
Родился в семье зажиточного крестьянина. В 1873—1880 годах учился в гимназии в Митаве (ныне Елгава), все годы — отличником. По окончании гимназии поступил в Московский университет сначала на историко-филологическое факультет, но затем перешёл на юридический факультет. В 1882 году поступил в Петербургский университет на естественное отделение Физико-математического факультета и принял участие в студенческом движении. Присоединился к I Пролетариату. В гектографированной студенческой газете «Аушра» публиковал первые статьи. За участие в противоправительственной студенческой демонстрации в 1882 году был исключён из университета без права поступления в какую бы то ни было высшую школу России и вернулся на родину. Написал первую книгу «Беды, их происхождения и лекарства от них» („Vargai, jų kiltis ir vaistas nuo jų“; 1883). После безуспешной попытки поступить в Женевский университет (1883) стал первым редактором первой литовской общественно-литературной газеты «Aušra» («Заря»), выходившей в Германии (1883—1884).
Из-за преследований немецких властей эмигрировал в Соединённые Штаты Америки (1884). В Мэриленде в университете изучал медицину (1889—1891). В 1901 году стал врачом и врачом работал до 1917. Одновременно редактировал литовские периодические издания («Unija», «Lietuviškasis balsas» («Литовский голос», 1885—1889), «Apšvieta», «Nauja gadynė», «Laisvoji mintis»), был инициатором и одним из учредителей различных литовских организаций («Lietuvos mylėtojų draugystė», «Susivienijimas visų lietuvių Amerikoje», «Lietuvių mokslo draugija», «Lietuvių laisvamanių susivienijimas Amerikoje», «Lietuvių laisvamanių sąjunga», «Lietuvių laisvamanių federacija») и партий.
В 1918 году стал первым дипломатическим представителем провозгласившей независимость Литвы в Вашингтоне и Лондоне. В 1919 году вернулся в Литву. Работал учителем в Биржай, Шяуляй, преподавал в 1924—1930 историю медицины в Литовском университете (с 1930 Университет Витаутаса Великого) в Каунасе. В знак признания его вклада в науку и культуру университет присвоил ему звания почётного доктора медицины (1923), гуманитарных наук (1925), права (1929). Награждён орденами Литвы и Латвии.
В 1930 году переехал в Палангу. В 1933—1938 годах бургомистр Паланги. В октябре 1944 года с приближением фронта к Литве эмигрировал. Умер в Берлине; кремирован. Урна с его прахом была переправлена в США и похоронена в Чикаго.
С 1995 года в Паланге действует мемориальный музей Йонаса Шлюпаса — филиал Национального музея Литвы.

## Научная и публицистическая деятельность
Выпустил свыше двадцати книг и брошюр по истории и социологии, политического и научно-популярного содержания. Пропагандировал атеизм, материалистические, позитивистские и либеральные воззрения.
Многие тексты публиковал анонимно или подписывал псевдонимами и криптонимами Aržuolaitis, Baisusis Barzdočius, Kuokštis, Lietuvos Mylėtojas, Asz, J. Sz., K., Šlp. и др. Публицистику и работы по истории подчинял задачам пробуждения литовской нации, полагая, что субъектом истории может стать только народ, познавший своё прошле и осознавший себя нацией.
В начальный период своей деятельности занимался исследованием истории литературы и литературной критикой. Публиковал статьи на литературные темы и рецензии («Аушра», «Апшвиета»). Из ранее публиковавшихся в периодике очерков об отдельных литераторах составил книгу о начальном этапе литовской словесности «Lietuviškieji raštai ir raštininkai» («Литовские сочинения и сочинители»; 1890). Изданный в Тильзите историографический труд стал первым последовательным изложением истории литовской литературы до эпохи Майрониса на литовском языке. Несколько фрагментарный, он всё же создал достаточно полную и концептуальную картину истории литовской литературы во внутренних связях, сообщает биографические сведения о важнейших её деятелях.
В критике ценность произведений связывал прежде всего с социальной значимостью, предпочитал прозаические жанры, пропагандировал реализм и социальную ангажированность литературы.

## Сочинения
- Lietuviškieji raštai ir raštininkai (Литовские сочинения и сочинители; 1890).
- Tikyba ar mokslas? (Вера или наука?; 1895).
- Lietuvių protėviai Mažojoje Azijoje (Предки литовцев в Малой Азии; 1899).
- Latvių tauta kitąkart ir šiądien (Латышский народ прежде и сегодня; 1900).
- Lietuvių tauta senovėje ir šiądien (Литовский народ в древности и сегодня; т. l — 1904; т. 2 — 1905).
- Gadynė šlėktos viešpatavimo Lietuvoje 1569—1795 (Эпоха господства шляхты в Литве; 1909).
- Lietuvių-latvių respublika ir Šiaurės Tautų Sąjunga (Литовско-латышская республика и Союз Северных Народов; 1918).
- Valstybė ir jos uždaviniai (Государство и его задачи; 1929).